# Dialium guineense
Dialium guineense är en ärtväxtart som beskrevs av Carl Ludwig von Willdenow. Dialium guineense ingår i släktet Dialium och familjen ärtväxter. Inga underarter finns listade i Catalogue of Life.